# Grande Expurgo
O Grande Expurgo (português brasileiro) ou Grande Purga (português europeu) ou Grande Terror (em russo:  Большой террор, transl. Bolshaya tchistka), também conhecido como ano de '37 (em russo:  37-ой год) e Yezhovschina ('periodo de Yezhov'), foi uma violenta campanha de repressão política na União Soviética, bem como na Mongólia e em Xinjiang, entre os anos de 1936 a 1938 feita pelo Secretário Geral do Partido Comunista da União Soviética, Josef Stalin. Envolveu uma repressão em larga escala de camponeses relativamente ricos (kulaks); limpeza étnica; operações contra minorias étnicas; um expurgo do Partido Comunista, de funcionários do governo e da liderança do Exército Vermelho; vigilância policial generalizada; suspeita de sabotadores; contrarrevolucionários; prisão; e execuções arbitrárias. Os historiadores estimam o número total de mortes devido à repressão stalinista em 1937-1938 entre 680 000 e 1 200 000.
A "Operação Kulak" e o direcionamento de minorias nacionais foram os principais componentes do Grande Terror. Juntas, essas duas ações foram responsáveis por nove décimos das sentenças de morte e três quartos das sentenças em campos de prisioneiros Gulag.
Na luta pela consolidação do poder, Stalin liquidou cerca de dois terços dos quadros do Partido Comunista da URSS, ao menos 5 000 oficiais do Exército acima da patente de major, 13 de 15 generais de cinco estrelas do Exército Vermelho — criado durante a Revolução Russa por Leon Trotsky, seu dissidente mais conhecido — e inúmeros civis, considerando-os todos "inimigos do povo". Dos 139 membros dirigentes do Partido Comunista 98 foram executados.
De acordo com os arquivos soviéticos durante 1937 e 1938, a polícia secreta da NKVD deteve 1 548 366 pessoas, das quais 681 692 foram executadas uma média de 1 000 execuções por dia (em comparação, os czaristas executaram 3 932 pessoas por crimes políticos de 1825 a 1910, uma média de menos de 1 execução por semana). O assassinato de seu rival político, e possível sucessor, Serguei Kirov, em 1 de dezembro de 1934, foi o pretexto usado por Stalin para iniciar os expurgos.
No mundo ocidental, o livro de Robert Conquest, de 1968, The Great Terror (O Grande Terror) popularizou essa frase. O título de Conquest era, por sua vez, uma alusão ao período chamado Reinado do Terror durante a Revolução Francesa (francês: la Terreur e, de junho a julho de 1794, la Grande Terreur, o Grande Terror). Enquanto Norman Naimark considerou a política polonesa de Stalin de 1930 como "genocida", ele não considerou genocida a totalidade do Grande Expurgo, porque também visava oponentes políticos.

## Vitor Serge
No prefácio de 1938 à sua obra O ano I da Revolução Russa, o revolucionário russo-belga Victor Serge sintetiza o que, na altura desse ano, era o resultado das perseguições políticas de Stalin:
| “ | Dentre os homens cujos nomes serão encontrados nas páginas seguintes deste livro, apenas um sobrevive, Trotsky, perseguido há dez anos e refugiado no México. Lenin, Felix Dzerzhinsky e Chicherin morreram antes, evitando assim a prostração. Zinoviev, Kamenev, Rykov e Bukharin foram fuzilados. Entre os combatentes da insurreição de 1917, o herói de Moscou, Muralov, foi fuzilado; Antonov-Ovseenko, que dirigiu o assalto ao Palácio de Inverno, desapareceu na prisão; Krylenko, Dybenko, Chliapnikov, Glebov-Avilov, todos os membros do primeiro Conselho dos Comissários do Povo, tiveram a mesma sorte, assim como Smilga, que dirigia a frota do Báltico, e Riazanov; Sokolnikov e Bubnov, do Bureau político da insurreição estão presos, se é que ainda vivem; Karakhan, negociador em Brest-Litovsk, foi fuzilado; um dos dois primeiros dirigentes da Ucrânia soviética, Piatakov, foi fuzilado, o outro, Racovski, velho e alquebrado, está na prisão; os heróis das batalhas de Sviajsk e do Volga, Ivan Smirnov, Rosengolts e Tukhatchevsky foram fuzilados; Raskolnikov, posto fora da lei, desapareceu; dos combatentes dos Urais, Mratchkovsky foi fuzilado, Bieloborodov desapareceu na prisão; Sapronov e Vladimir Smirnov, combatentes de Moscou, desapareceram na prisão; o mesmo aconteceu com Preobrajenski, o teórico do comunismo de guerra; Sosnovski, porta-voz do Partido Bolchevique no primeiro Executivo Central dos sovietes da ditadura, foi fuzilado; Enukidze, primeiro secretário desse Executivo, foi fuzilado. A companheira de Lenin, Nadežda Krupskaja, terminou seus dias não se sabe em qual cativeiro... Dentre os homens da revolução alemã, Joffe suicidou-se, Karl Radek está preso; Krestinski, que continuou atuando na Alemanha, foi fuzilado. Da oposição socialista-revolucionária de 1918, Maria Spiridonova, Trutovski, Kamkov, Karelin, provavelmente sobrevivam, porém na prisão já há 18 anos. Blumkin, que aderiu ao Partido Comunista, foi fuzilado. Entre os homens que, no Ano II, asseguraram a vitória da revolução, pequeno número ainda vive: Kork, Iakir, Uborevitch, Primakov, Muklevitch, chefes militares dos primeiros exércitos vermelhos, foram fuzilados; fuzilados os defensores de Petrogrado, Evdokimov e Okudjava, Eliava; fuzilado Fayzulla Khodzhayev, que teve papel de grande importância na sovietização da Ásia Central; desaparecido na prisão, o presidente do Conselho dos Comissários dos Sovietes da Hungria, Béla Kun... | ” |

## Sistemática de uma perseguição
Analisando-se o perfil das vítimas de Stalin, e os acontecimentos noticiados pela imprensa oficial da época, pode-se chegar a traçar um comportamento-padrão do Grande Expurgo. Mestre na intriga política, ele tratava de acusar políticos de médio ou alto escalão por crimes imaginários; as acusações eram cercadas de imensa publicidade, e o julgamento imposto à vítima não era de forma alguma justo (ver: processos de Moscou). Frequentemente, os expurgados eram exilados para trabalhos forçados na Sibéria, onde morriam de fome, frio, doenças – ou de uma combinação destes três males.
Após silenciar a oposição no campo político, Stalin atacou o Exército Vermelho. A tropa criada por Trotsky para fortalecer a Revolução era agora uma potencial fonte de intrigas dentro do país, e o ditador soviético raciocinava que quaisquer conspirações destinadas a derrubá-lo passariam, direta ou indiretamente, pelos homens de quepe. Ao fim do expurgo, o alto comando do Exército Vermelho estava dilacerado, carente de oficiais competentes para comandar a defesa da URSS contra a Wehrmacht de Adolf Hitler.
Estrangeiros também foram vítimas do expurgo, incluindo milhares de cidadãos americanos. Durante a Grande Depressão, no início da década de 1930, a URSS através de sua representação comercial nos Estados Unidos (Amtorg Trading Corporation), adquiriu tecnologia principalmente do empresário Henry Ford e, contratou milhares de trabalhadores industriais especializados daquele país. Estes trabalhadores, que foram importantes para a modernização da indústria soviética, eram dispensados quando não mais necessários e poucos conseguiram regressar aos EUA. A maioria foi morta ou enviada aos gulags, onde os poucos sobreviventes ficaram detidos por muitos anos. Thomas Sgovio, John H. Noble, Alexander Dolgun e Victor Herman são alguns destes sobreviventes conhecidos.

## Expurgo do Exército

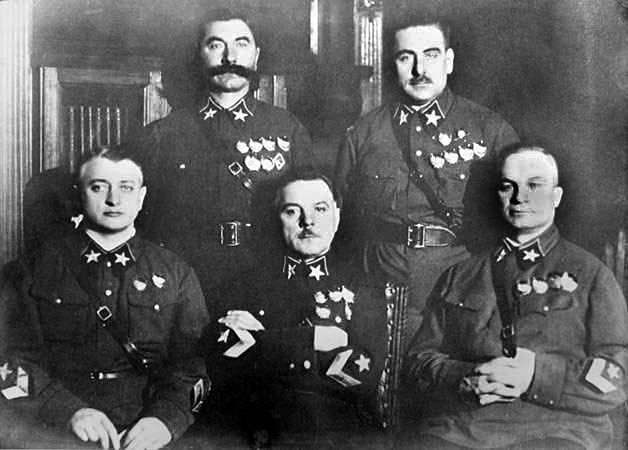
Os cinco marechais da União Soviética, em novembro de 1935: Mikhail Tukhachevsky, Semyon Budyonny, Kliment Voroshilov, Vasily Blyukher e Aleksandr Yegorov. Destes apenas Voroshilov e Budyonny sobreviveram ao Grande Expurgo.

O expurgo do Exército Vermelho e da Marinha Soviética afetou pesadamente a alta hierarquia militar, removendo três dos cinco marechais (então equivalente a generais de cinco estrelas), 13 dos 15 comandantes do exército (então equivalente a generais de três e quatro estrelas), oito dos nove almirantes (o expurgo caiu pesadamente sobre a Marinha, que era suspeita de explorar as suas oportunidades de contatos com estrangeiros), 50 dos 57 comandantes de corpo do exército e 154 dos 186 comandantes de divisão. em dois anos 45 000 oficias e comissários políticos militares foram presos sendo quinze mil deles executados resultando em um alto número de execuções.
Devido principalmente à invasão nazista, trinta por cento dos militares expurgados em 1937-9 foram autorizados a retornar ao serviço.
Mikhail Tukhachevsky era general de divisão na época do Grande Expurgo. Foi acusado – injusta e falsamente – de ser colaborador do Estado-Maior alemão. A afirmação é suportada pelos fatos, como no momento em que os documentos foram supostamente criados, duas pessoas dos oito no grupo Tukhachevsky já tinham sido presas e, no momento em que o documento chegou até Stalin, o processo de purga já estava em andamento. As evidências introduzidas no processo foram obtidas a partir de confissões forçadas. Sua morte foi a mais notável entre os generais do Exército Vermelho, por ser ele um veterano e bem reputado oficial.

## Intelectuais e cientistas
Nas décadas de 1920 e 1930, 2 000 escritores, intelectuais e artistas foram presos e 1 500 morreram em prisões e na rede campos de concentração e trabalhos forçados denominada Gulag. Em Fevereiro de 1945, o escritor Alexander Soljenítsin, então servindo no exército soviético combatendo na Alemanha com a patente de capitão, foi preso acusado de "propaganda anti-soviética". Seu livro, Arquipélago Gulag, escrito entre 1958 a 1967, descreve as condições desumanas dos Gulags.
Após a pesquisa de desenvolvimento de manchas solares ter sido julgada não-marxista, vinte e sete astrônomos desapareceram entre 1936 e 1938. O Escritório de Meteorologia foi fechado em 1933 por não prever o tempo correto para a agricultura. Posicionamentos ideológicos levaram o regime a considerar a genética uma "pseudociência burguesa", desencadeando uma perseguição aos geneticistas (ver: Pesquisa reprimida na União Soviética). O governo soviético passou a apoiar ideias pseudocientíficas como as de Trofim Lysenko (ver: Lysenkoismo). A exemplo do que aconteceu a outros cientistas de diversas áreas, o botânico e geneticista Nikolai Vavilov, foi encarcerado na Sibéria. Vavilov, que teve seu trabalho de investigação da genética e da biodiversidade das plantas agrícolas reconhecido internacionalmente e, que chegou a reunir a maior coleção de sementes do mundo, morreu de fome na prisão em 1943.

## Reações ocidentais
Embora os julgamentos de ex-líderes soviéticos fossem amplamente divulgados, as centenas de milhares de outras prisões e execuções não foram. Estas se tornaram conhecidas apenas quando alguns ex-detentos do Gulag chegaram ao Ocidente com suas histórias. Não só os correspondentes estrangeiros deixaram de informar sobre os expurgos, mas em muitos países ocidentais, especialmente a França, foram feitas tentativas para silenciar ou desacreditar as testemunhas. De acordo com Robert Conquest, Jean-Paul Sartre assumiu a posição de que as provas dos campos deviam ser ignoradas a fim de que o proletariado francês não desanimasse. Somente após uma série de ações judiciais, em que provas foram apresentadas, é que se aceitou a validade dos depoimentos dos antigos presos dos campo de trabalho forçados.
O alto funcionário soviético Victor Kravchenko pediu asilo político aos Estados Unidos em 1944. Seu livro, I Chose Freedom: The Personal and Political Life of a Soviet Official, publicado dois anos depois, denuncia as violências praticadas nos gulags quase três décadas antes da publicação de Arquipélago Gulag. Moveu um processo por difamação contra a revista francesa Les Lettres Françaises, conhecido como "o julgamento do século", depois que a mesma realizou ataques contra ele. Kravchenko foi vitorioso neste processo, descrito em seu livro livro I Chose Justice.

## Consequências

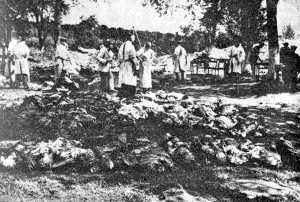
Exumação dos corpos de vítimas do Massacre de Vinnytsia (ver: Valas comuns na União Soviética).

A diplomacia ocidental ficou estarrecida com a dimensão da matança; em pelo menos uma ocasião, analistas militares britânicos afirmaram que a Polônia seria um aliado muito mais útil ao Reino Unido do que a Rússia stalinista. O embaixador dos EUA na URSS, William Christian Bullitt, Jr. informou ao Departamento de Estado e a Cruz Vermelha sobre as precárias condições dos cidadãos americanos no país, solicitando ajuda aos mesmos, que foi negada.
Percebendo que os britânicos permaneciam indiferentes a suas propostas de aliança para conter o avanço nazista, Stalin concordou em fazer um tratado com a Alemanha de Hitler (ver: Negociações sobre a adesão da União Soviética ao Eixo). O acordo, conhecido como Pacto Molotov-Ribbentrop, numa referência aos ministros das Relações Exteriores de ambos países, ou Pacto de Não-Agressão, foi assinado entre a União Soviética e o Terceiro Reich em 23 de agosto de 1939, com validade de cinco anos. Mas Hitler atacou a URSS menos de dois anos depois, em 22 de junho de 1941.

## Reabilitação

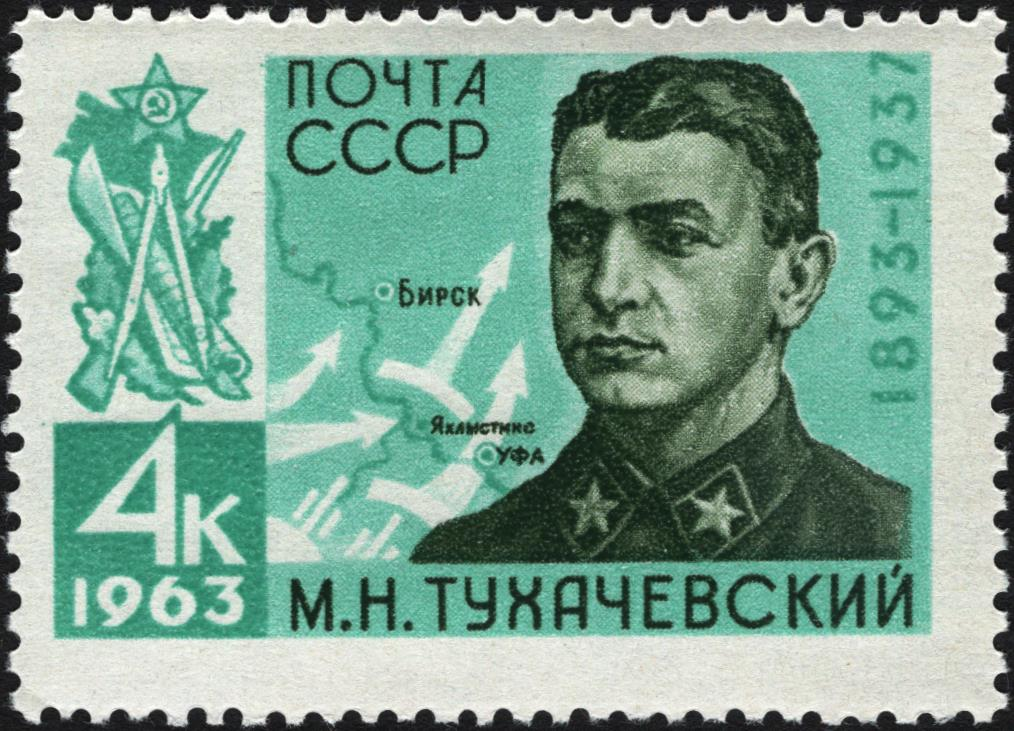
Reabilitado postumamente, em 1963, Mikhail Tukhachevsky em um selo postal da União Soviética

Grande Expurgo foi denunciado pelo líder soviético Nikita Khrushchev após a morte de Stalin. Em seu discurso secreto no XX Congresso do Partido Comunista da União Soviética em fevereiro de 1956 (que foi tornado público um mês depois), Khrushchev se referiu aos expurgos como um "abuso de poder" por Stalin, que resultou em prejuízo enorme para o país. No mesmo discurso, ele reconheceu que muitas das vítimas eram inocentes e foram condenados com base em falsas confissões extraídas mediante tortura.